# New Year Island (Northern Territory)
New Year Island (englisch für Neujahrsinsel; in der Sprache der Indigenen: Gurrmul, auch Gurrmurl) ist eine unbewohnte Insel im Norden Australiens. Hinsichtlich der Bundesstaaten, Territorien und Außengebiete Australiens gehört sie zum Northern Territory. Sie ist Teil der Croker-Island-Gruppe in der Arafurasee.

## Geographie
Die Insel liegt in einem Bereich des Northern Territorys, der vielfach als Top End bezeichnet wird. Mit ihrer Position bei 10 Grad 54 Minuten südlicher Breite ist New Year Island – genauer ein zur Insel gehörender, ihr im Nordosten in rund 300 Meter Entfernung vorgelagerter Felsen – das nördlichste Stück Land des Northern Territorys.
Die Insel ist in Ost-West-Richtung etwa 2,3 Kilometer lang und weist im westlichen Drittel eine größte Breite von etwa 600 Metern auf. Die Küstenlinie ist 4,8 Kilometer lang. Die Landfläche beträgt je nach Quelle 78 beziehungsweise 77,310 Hektar. Die Insel ist an der höchsten Stelle ungefähr sechs Meter hoch.
Nächstgelegene bedeutende Landmarken sind Cape Don (die Nordwestspitze der Cobourg Peninsula) rund 145 Kilometer weiter westlich und Cape Wessel (die Nordspitze der Wessel-Inseln) rund 200 Kilometer weiter östlich. In einem Umkreis von etwa 25 Kilometer liegen weitere unbewohnte Inseln um New Year Island: Oxley Island in westsüdwestlicher Richtung, Lawson Island mit einer kleineren Nebeninsel im Südwesten und McCluer Island in südsüdwestlicher Richtung. An der Ostküste von Croker Island liegt die Aborigines-Gemeinde von Minjilang, mit etwa 300 Einwohnern die nächstgelegene, dauerhaft bewohnte, größere Siedlung. Diese rund 330 Quadratkilometer große Insel gehört zur Bioregion Cobourg. Deren Kern ist die rund 2100 Quadratkilometer große Halbinsel Coburg Peninsula, die von nur etwa 20 bis 30 Personen in fünf Family Outstations besiedelt ist. Übergeordnet ist je nach Anknüpfungspunkt die Bioregion Tiwi oder die Bioregion Arnhem Coast.
New Year Island ist teilweise von einem Korallenriff umgeben, insbesondere küstennah vom Westen über den Süden und Osten bis zum Nordosten. Es wird von Acropora, der artenreichsten Gattung der Steinkorallen (Scleractinia), gebildet und ist bei Niedrigwasser gut an den veränderten Wellen und den dort entstehenden Schaumköpfen erkennbar. Die Riffzone ist Heimat vieler, teils wenig bis gar nicht näher erforschter Lebewesen. An der nördlichen Seite befindet sich eine lagunenartige Flachwasserzone, deren Größe diejenige der Landfläche leicht übersteigt. Jenseits der Flachwasserzone beziehungsweise des Riffs fällt der Meeresboden in der Arafurasee auf etwa 150 Meter Tiefe ab. Allerdings existieren um die Insel mehrere Untiefen, die große Schiffe gefährden können, so unterseeische Ausläufer der Insel in südwestlicher Richtung, ferner die Bramble Rocks rund 25 Kilometer westlich in teilweise nur 3,7 Metern Wassertiefe sowie die ausgedehnte Hogmanay Shoal rund zehn Kilometer südöstlich in teilweise nur 8,2 Metern Tiefe.
Der Strand der Insel ist vergleichsweise wenig mit Sand bedeckt, dafür entlang sowie vielerorts auch oberhalb der Küstenlinie von einer dicken Schicht an feinerem und gröberem Korallenschutt bedeckt. Der Tidenhub beträgt etwa zwei Meter. Der Inselgrund besteht aus kontinentalem Gestein.
In der Region herrscht ein Monsunklima mit saisonal starken Winden und jährlichen Niederschlägen zwischen 1200 und 1400 Millimeter.
Das Gebiet um New Year Island einschließlich Luftraum liegt in einem von 14 Ringsegmenten um Darwin, die als restricted and danger areas with associated airspace (übersetzt etwa: „Zonen und zugehöriger Luftraum mit Beschränkungen und Gefahren“) ausgewiesen sind. Es darf von der Australischen Armee, der Luftwaffe und der Marine nach Ankündigung für militärisches Flugtraining einschließlich Tiefflügen und Schießübungen genutzt werden. Schiffsführer haben sich daher vorab bei den zuständigen Behörden zu informieren und müssen die Region – in den heute nur noch relativ seltenen Fällen – gegebenenfalls umfahren. Der Grund, warum das Gebiet einschließlich Luftraum in Ringsegmente (statt Planquadrate) eingeteilt ist, ist nicht bekannt; es könnte mit der (früher üblichen) Funknavigation und der zentralen Bedeutung Darwins für die Region zu tun haben.

## Frühere und alternative Bezeichnungen
Eine der ersten Erwähnungen der Insel findet sich im sogenannten Rock Catalogue des Arztes und Botanikers Robert Brown von der Linnean Society, eines Expeditionsteilnehmers in der Gefolgschaft um den Forschungsreisenden Matthew Flinders. Anlässlich einer dortigen Anlandung am 12. März 1803 erwähnt er sie als New Years [sic] Island North Coast. (Der Autor nutzte also noch das früher übliche angehängte „-s“ in Years anstatt Year; an anderer Stelle nutzt Brown die damals parallel gebräuchliche Schreibweise New Year’s Island, also mit Apostroph und Genitiv-s.) Unklar ist, ob sich der Zusatz North Coast allein auf diese Insel und damit den genauen Ort der Anlandung oder allgemein auf die australische Nordküste bezieht. In letzterem Fall wäre es ein Hinweis, dass ihm damals bereits weitere australische Inseln namens New Year(s) Island bekannt waren wie New Year Island vor Van-Diemens-Land, dem heutigen Tasmanien, oder New Year Island vor Western Australia.
In der Sprache Margu der lokalen indigenen Bevölkerung heißt die Insel Gurrmul, in amtlichen Schriftstücken überwiegend auch Gurrmurl. Unklar ist, ob beziehungsweise inwieweit ein Zusammenhang mit dem Wort Gurrmul aus der Sprachgruppe der Yolngu besteht, die im Norden des Territorys von der indigenen Bevölkerung gesprochen wird: Gurrmul ist dort ein – im Sinne eines Initiationsrituals – beschnittener und dadurch in die Stammesgemeinschaft aufgenommener Knabe.
Ferner ist mit Blick auf die geringe Inselgröße die alternative Bezeichnung New Year Islet bekannt, wenn auch selten. Sie ist für Veröffentlichungen aus dem Vereinigten Königreich aus der Nachkriegszeit bis zu neueren aus den Vereinigten Staaten bekannt, zum Teil auch bei Webveröffentlichungen.

## Rechtlicher Status
New Year Island ist Teil der Croker-Island-Region im Northern Territory, die nach dem Register of Native Title Claims des National Native Title Tribunals dem Verwaltungsrecht der australischen Ureinwohner unterliegt. Grundeigentümer der Insel ist, seitdem die australische Regierung 1976 die Aborigines als diesbezüglich Berechtigte anerkannt hat, der Arnhem Land Aboriginal Land Trust; dieser stellt das Land als Aboriginal Freehold and Leasehold dauerhaft oder befristet den in der Region ansässigen Aborigines-Clans zur Verfügung.
Bereits in den 1980er-Jahren gab es Bestrebungen des Northern Territorys, New Year Island und die umgebenden Gewässer zusammen mit den weiteren Inseln der Croker-Island-Gruppe unter Schutz zu stellen; Grundlage sollte der Territory Parks and Wildlife Conservation Act sein. Jedoch widersprachen Vertreter mehrerer indigener Clans erfolgreich, die ihre wirtschaftlichen Interessen und ihr Selbstverwaltungsrecht missachtet sahen.
Aus diesem Grund wird die Insel von Vertretern des Northern Territorys oder in deren Auftrag grundsätzlich weder wissenschaftlich regelmäßig untersucht noch aus sonstigen Gründen betreten. Auch die indigene Bevölkerung, deren nächstgelegenes Siedlungsgebiet auf Croker Island liegt, betritt New Year Island wegen der Entfernung und mangels Bedarf nahezu nicht mehr. Wissenschaftler und andere Besucher müssen sich zum Betreten der Insel – wie auch bei anderen Gebieten der Aborigines – offiziell bis zu einem Jahr im Voraus anmelden.

## Geschichte

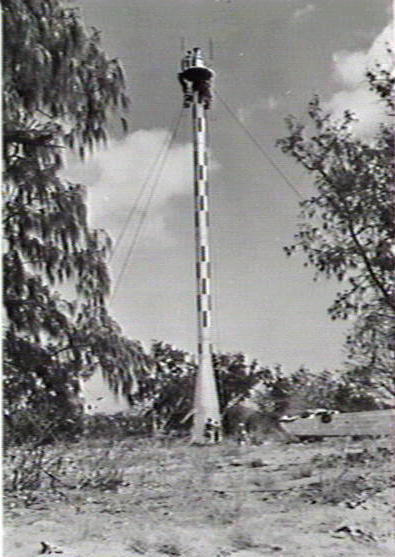
Der Leuchtturm von New Year Island, Northern Territory, 1986, kurz vor dem Abriss und dem Ersatz durch einen neuen

Wie bei anderen australischen Inseln ähnlicher Größe sind die Umstände der Entdeckung von New Year Island durch westliche Seefahrer nicht völlig geklärt. Insbesondere ist unklar, ob ihr Name – was naheliegend erscheint – ein Hinweis auf ihren Entdeckungstag ist.
Nach ersten Anlandungen auf der Cobourg Peninsula 1636 und 1644 erkundeten niederländische Entdecker die Region 1705 näher. Der erste britische Seefahrer, der auf New Year Island an Land ging und auf der an sich unbewohnten Insel fremde menschliche Fußspuren fand, war Matthew Flinders 1803. Am 12. März 1803 erreichte ein Segelschiff der Linnean Society im Gefolge von Flinders die Gewässer und ankerte vor der Insel. Mehrere Expeditionsteilnehmer setzten zu ihr über: Der Forschungsreisende und Gärtner Peter Good untersuchte den Küstenbereich und ging in weniger als drei Stunden „nahezu um die Insel herum“. Ferner begleitete er eine Gruppe, die ausgesandt wurde, um Schildkröten zu suchen. Erst Phillip Parker King kartierte die kleineren Inseln östlich von Croker Island, darunter New Year Island, im Jahr 1818 genauer.
Von den australischen Ureinwohnern der Region hingegen ist bekannt, dass sie in der Inselwelt bis in die 1840er-Jahre Fischer aus der (heute indonesischen) Region Makassar nicht nur beim Seegurkenfang unterstützten, was zur Herstellung von Trepang benötigt wird, sondern auch einen regen Tauschhandel mit ihnen führten. Andererseits gibt es Berichte von kriegerischen Auseinandersetzungen zwischen beiden Gruppen, bei denen die Makassaren mit Kanonen bestückte Segelschiffe einsetzten. In den 1890er-Jahren fanden Perlentaucher vor New Year Island ein knapp einen Meter langes, aus Messing gegossenes und verziertes Kanonenrohr auf dem Meeresboden.
Im Jahr 1968 suchte die Gesellschaft Compagnie Generale de Geophysique (CGG) die Insel auf und führte seismische Untersuchungen durch. Im selben Jahr erkundete die Australian Aquitaine Petroleum Pty. Ltd. mit seismischen Untersuchungen Erdölvorkommen im Umfeld der Insel.
Bereits 1912 war im australischen Parlament darüber beraten worden, auf New Year Island einen Leuchtturm zu errichten. Ein zu einem unbekannten Zeitpunkt errichteter Leuchtturm führte zumindest schon 1977 den internationalen Schiffsverkehr nördlich an der Insel vorbei. Im Haushaltsjahr 1982 bewilligte der australische Staat Geldmittel, um auf der Insel einen neuen Leuchtturm samt Lagertank zum Betrieb der Karbidlampe zu errichten; die Kosten wurden zunächst mit 270.000, später mit 310.000 Australischen Dollar prognostiziert. Der neue Turm ist aus Stahl in offener, unverkleideter Skelettbauweise mit quadratischem Grundriss errichtet, hat eine Höhe von 30 Metern und ist weiß gestrichen. Er steht weiterhin auf der Nordseite der Insel, etwa gleich weit vom westlichen und östlichen Ende der Insel entfernt.
Zu einem kleinen internationalen Zwischenfall kam es im Oktober 1987: Das zwölf Meter lange indonesische Fischerboot Bunga Rampi mit 15 Mann Besatzung verletzte die australischen Hoheitsgewässer des Northern Territorys und landete unter anderem auf New Year Island an. Ein australisches Überwachungsflugzeug folgte dem Fischerboot von Lawson und McCluer bis New Year Island. Die Besatzung eines eintreffenden Schiffs der australischen Marine enterte schließlich das Fischerboot und setzte dessen Besatzung am Morgen des 3. Oktober fest. Der Vorfall führte zu einer Anfrage des Senators Collins an den australischen Justizminister im australischen Repräsentantenhaus. Der Vorfall fiel in eine Zeit, in der in Australien verstärkt über den Schutz der (nördlichen) Außengrenzen und über Versuche zu illegaler Einwanderung von Asiaten per Schiff von Indonesien aus diskutiert wurde; letztlich mündete die Diskussion in einer sehr restriktiven Asyl- und Ausländerpolitik Australiens.
Von Mai bis November 1989 umrundeten Wissenschaftler auf Betreiben der australischen Oceanic Research Foundation mit einem Segelschiff das australische Festland; mit der Expedition erinnerten sie an die Umrundung der damals Neuholland genannten australischen Hauptlandmasse durch Matthew Flinders 1801 bis 1803. Unter anderem landete die neuzeitliche Forschungsgruppe am 4. Juli 1989 auf New Year Island. Die Untersuchungen galten insbesondere den zahlreichen Meeresschildkröten, die im Sand der nördlich und östlich von Darwin gelegenen Inseln ihre Eier ablegen. Unter Leitung des Meeresbiologen Michael Guinea von der University of the Northern Territory in Darwin wurden die Schildkrötenspuren der Muttertiere und die Tiefe der Gruben für die Gelege im Sand, die Gesamtzahl der Eier je Gelege und der Anteil der unbefruchteten näher untersucht, ferner die Temperatur der Gelege im Sand nach der Eiablage und deren Auswirkung auf das Geschlecht der schlüpfenden Jungtiere.
In der jüngeren Vergangenheit wurde die Insel nur selten zu wissenschaftlichen Untersuchungen betreten, so im Juni 1989 und im Juli 1992 speziell zur Beobachtung von Meeresschildkröten bei der Eiablage und im November 1993 gezielt zur Untersuchung von Seevögeln. Deutlich häufiger erfolgen Beobachtungen aus der Luft.

## Flora und Fauna

### Flora
New Year Island liegt in einem Bereich des Northern Territorys, der aufgrund der klimatischen Verhältnisse und speziell der hohen Niederschläge durch tropischen Regenwald mit einem hohen Anteil an Gefäßpflanzen gekennzeichnet ist. Die Vegetation der Insel unterscheidet sich nicht nennenswert von derjenigen der gesamten Croker-Island-Region und allgemein von den Küstenregionen des Northern Territorys. Bei seinem Besuch 1803 erwähnte der Botaniker Robert Brown vor Ort gefundene Rhynchosia, eine Pflanzengattung in der Unterfamilie der Schmetterlingsblütler (Faboideae) innerhalb der Familie der Hülsenfrüchtler (Fabaceae), die aber in der Region weit verbreitet ist.

### Fauna

#### Vögel
Die abgelegene, unbewohnte Insel ist ein bedeutendes Brutgebiet für Meeresvögel. Wie auf einigen Nachbarinseln bietet hier ein relativ dichter Bestand von hohen Eukalyptusbäumen mit entsprechendem Untergehölz Schutz für Brutkolonien. Die Flachwasserzonen werden von zahlreichen Watvögeln bevölkert. Selbst Fischadler brüten hier. Colin J. Limpus berichtete in den frühen 1990er-Jahren von rund 500 Schwarznacken-Seeschwalben (Sterna sumatrana) und ebensovielen Rosenseeschwalben (Sterna dougalli), die auf der Insel ihre Nester bauten und brüteten. Weitere ornithologische Untersuchungen ergaben Sichtungen größerer Gruppen des Gewöhnlichen Noddi (Anous stolidus) und dazwischen den viel selteneren Weißkappennoddi (Anous minutus). Vor der Küste kann der häufige Arielfregattvogel (Fregata ariel) beobachtet werden, der hier aber nicht brütet, sowie der Riffreiher (Egretta sacra), bei dem die Paare einzeln und versteckt brüten, was die genaue Schätzung schwierig macht.

#### Reptilien

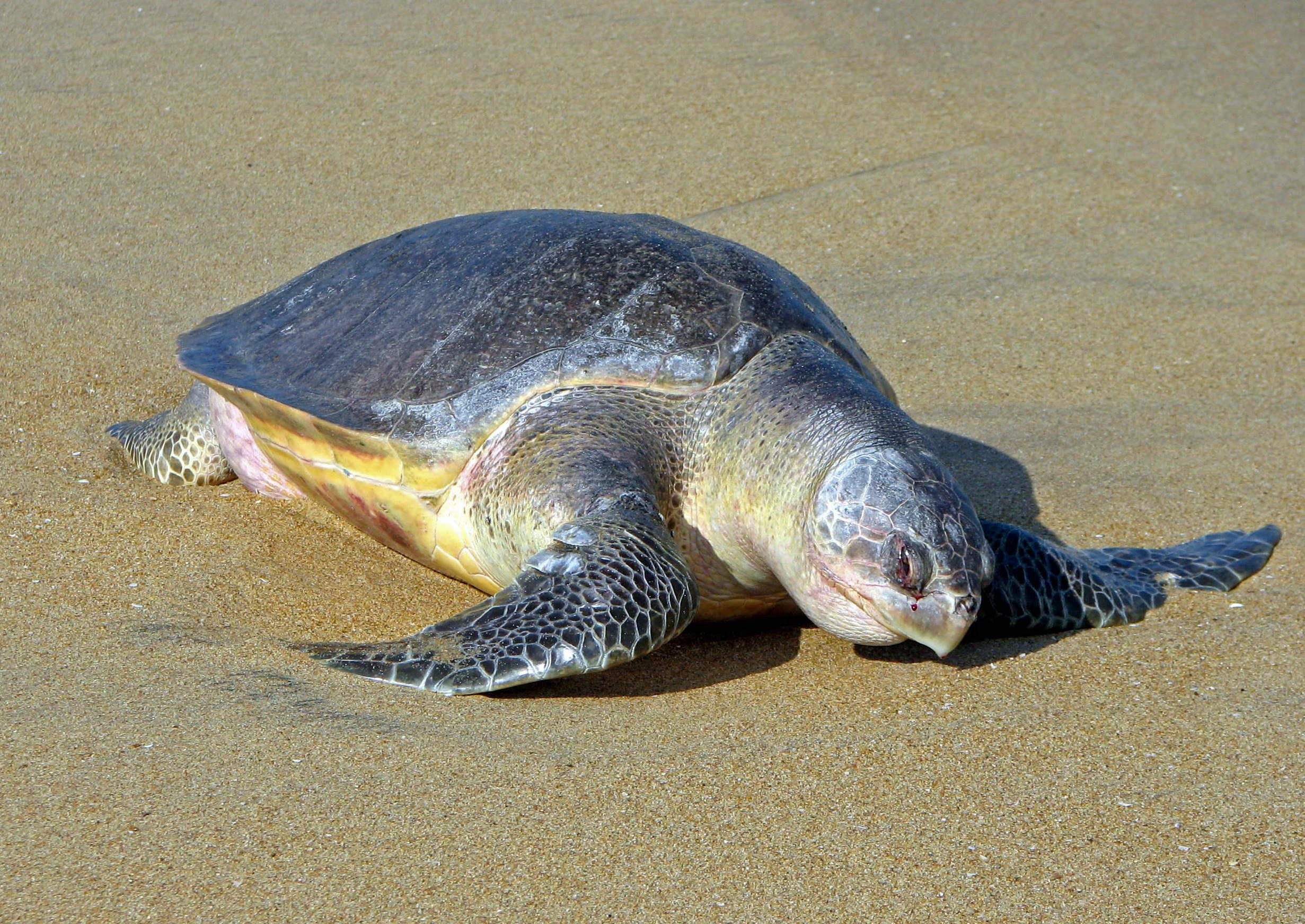
Eine Oliv-Bastardschildkröte, wie sie auch auf New Year Island im Northern Territory zur Eiablage erscheint

Regelmäßig suchen weibliche Meeresschildkröten New Year Island auf, besonders den westlichen Teil der Insel, um an ihrem eigenen Geburtsstrand nachts Eier in selbst gegrabene Nester abzulegen (Philopatrie); danach schütten sie die Gruben wieder mit Sand sowie Korallenschutt zu und kehren ins Meer zurück, um die Eier durch Bodenwärme und Sonneneinstrahlung bebrüten zu lassen. Den Beobachtungen zufolge geschieht dies ganzjährig, weitgehend unabhängig von der Jahreszeit. An Stränden, an denen die Schicht aus Korallenschutt sehr dick ist, erschwert dies den Tieren das Graben, so dass im Vergleich zu anderen Stränden des Northern Territorys mehr Versuche zur Eiablage scheitern. Hiervon ist speziell die Spezies der Oliv-Bastardschildkröte betroffen, die wegen ihrer vergleichsweise geringen Größe nur flache Gruben schaufeln kann. Zugleich macht dieser Untergrund wissenschaftliche Beobachtungen von Eiablagen aus der Luft schwieriger, da sowohl die wieder zugeschütteten Gruben als auch die Spuren, die die Muttertiere von der Küste zum Nest und zurück mit ihren Flossen und dem Rumpf verursachen, im Korallenschutt weniger auffallen (obwohl sie im Vergleich zum Sand länger erhalten bleiben).
Als gesichert gilt, dass alle vier Arten von Meeresschildkröten, die im Northern Territory von Australien ihre Eier ablegen, auch auf New Year Island vertreten sind: neben der Oliv-Bastardschildkröte auch die ähnlich große Echte Karettschildkröte sowie die größeren, schwereren Arten Grüne Meeresschildkröte und Wallriffschildkröte. Die Muttertiere und die Gelege aller vier Arten profitieren davon, dass auf der kleinen, abgeschiedenen Insel keine den Sand aufgrabenden Prädatoren (Nesträuber) wie Warane, Dingos oder Füchse leben und heute auch kaum noch Aborigines dorthin übersetzen, um Schildkröteneier als Nahrungsmittel einzusammeln.
New Year Island ist der Namensgeber und die Heimat von Cryptoblepharus gurrmul („Arafura snake-eyed skink“), einer relativ langbeinigen Art der Skinke (Glattechsen) mit einer Länge von 40 bis 44 Millimetern. Tiere dieser Art wurden erst 1982 entdeckt, zunächst in größerer Zahl auf New Year Island, sodann auch auf der Nachbarinsel Oxley Island und erst 2006 auch auf der größeren Nachbarinsel North Goulburn Island. Weitere Verbreitungsorte gelten nach Untersuchungen von 2014 als unwahrscheinlich. Der Bestand der Art, die 2007 als eigenständig anerkannt wurde, gilt aktuell als stabil, jedoch durch das kleine Verbreitungsgebiet, Stürme, Überschwemmungen und den allgemein steigenden Meeresspiegel als gefährdet. Die Tiere leben im Sand und in felsigen Unterschlüpfen nahe der Gezeitenzone.
Als eingeschleppt und inzwischen auf der Insel etabliert gilt der Asiatische Hausgecko.

#### Fische der Riffzone und der umgebenden Gewässer
Die Gewässer und speziell die Riffzone um New Year Island sind sehr fischreich, sowohl quantitativ als auch artenreich, zudem relativ wenig erforscht. Wissenschaftliche Untersuchungen von vor Ort gefangenen Fischen trugen in den 1990er-Jahren dazu bei, neue Arten von Kammzahnschleimfischen zu entdecken und die Zuordnung der bisherigen Arten der Gattungen Istiblennius, Blenniella und Paralticus näher zu prüfen. Zum Vergleich dienten auch Tiere, die vor der Nachbarinsel McCluer Island, vor Yirrkala und Groote Eylandt (jeweils im Northern Territory), vor Queensland sowie in anderen Teilen des Indischen und Westpazifischen Ozeans gefangen worden waren.
Im Jahr 1985 entdeckten Wissenschaftler vor New Year Island Exemplarer der Art Campichthys tricarinatus aus der Familie der Seenadeln, die zuvor innerhalb der australischen Gewässer nur von der Küste vor Western Australia her bekannt waren. Ferner fanden sich spezielle Putzer- und Marmorgarnelen der Gattung Hippolyte.
Im Oktober 1982 fanden Wissenschaftler in den westlichen und östlichen Riffzonen von New Year Island eine bis dahin nicht beschriebene Art der Gattung Enneapterygius, kleine Meeresfische aus der Familie der Dreiflossen-Schleimfische (Tripterygiidae) mit charakteristischer schwarz-weißer beziehungsweise gestreifter Zeichnung. Im September 1994 veröffentlichte der deutsche Ichthyologe Ronald Fricke vom Staatlichen Museum für Naturkunde im Schloss Rosenstein in Stuttgart, der bereits mehrere bis dahin unbekannte Fischarten des Pazifikraums als Erster wissenschaftlich beschrieben hatte, eine Erstbeschreibung der Art als Enneapterygius bichrous (Northern bicoloured triplefin, „Nördlicher zweifarbiger Dreiflossen-Schleimfisch“). Als Holotyp wählte er ein rund 21 Millimeter langes Männchen aus der Riffzone von New Year Island, als Paratypen 93 weitere Exemplare von der Insel sowie weitere Fische aus anderen Gewässern des Northern Territorys, der Bundesstaaten Western Australia und Queensland, der westlichen Timorsee sowie Gewässern um Papua-Neuguinea und Neukaledonien. Fricke selbst gelangte allerdings später zu der Einschätzung, dass die Art Enneapterygius bichrous mit Enneapterygius flavoccipitis identisch ist, die asiatische Ichthyologen unabhängig von ihm im Juli 1994 erstbeschrieben hatten, mithin weniger als sechs Wochen vor ihm; weitere Wissenschaftler bestätigten dies 2006. Demnach kommt die Art auch in Gewässern vor Taiwan, den Philippinen und Indonesien vor.
Von wirtschaftlicher Bedeutung ist der Makrelenfang: In den 1980er-Jahren galten die Gewässer um New Year Island neben denen um Truant Island weiter östlich als die ertragreichsten des Northern Territorys, weshalb der Fang durch einheimische Fischer vom Staat gezielt gefördert wurde. Die Gewässer um die Insel gelten ferner als sehr gut geeignet für ambitionierte Sportfischer, die auf Speerfische aus sind: Chancen bestehen auf Fächerfische (Segelfische) und belegt sind Fänge von Schwarzem Marlin, der in der Region ein Gewicht von rund 180 Kilogramm erreicht.

#### Wirbellose
Ferner fanden Forscher vor New Year Island – ebenso vor der Nachbarinsel McCluer Island, Podocerus talegus lawai – spezielle Flohkrebse der Teilordnung Corophiida. Diese waren zuvor nur aus der Erstbeschreibung von 1970 aufgrund eines Fundes vor Hawaii und eines weiteren von 1990 vor Tonga bekannt. Nach Wissenschaftlern des Australian Museums in Sydney war der Fund auch deshalb bemerkenswert, weil die Tiere ungeachtet der großen Entfernung eine nur geringe morphologische Variation aufweisen.

## Gerichtsverfahren vor dem High Court of Australia 2001
New Year Island spielte eine wichtige Rolle im Rechtsstreit Commonwealth of Australia v Yarmirr vor dem High Court of Australia. Im Revisionsverfahren hatte das höchste australische Gericht im Oktober 2001 über wechselseitig beanspruchte Rechte zu entscheiden: Einerseits solche einzelner Gruppen von Aborigines, den australischen Ureinwohnern, hier insbesondere des Stamms der Yarmirr auf Croker Island, die diese über den Native Title Act 1993 hinaus kraft Gewohnheitsrecht für sich beanspruchten, andererseits dem gewohnheitsrechtlichen Anspruch der Allgemeinheit auf Nutzung der offenen Gewässer. New Year Island als nördlichste und zugleich östlichste Insel der Gruppe diente entscheidend dazu dabei, den räumlichen und inhaltlichen Schutzbereich der Aborigines wie auch die Nutzungsrechte der Allgemeinheit zum Durchfahren der umgebenden Gewässer und dem Fischen dort zu bestimmen. Erstinstanzlich hatte dazu ein Ortstermin zur Verhandlung und Beweisaufnahme auf der Insel stattgefunden.
Im Urteil wurde bestätigt, dass der Native Title Act den Aborigines nur das Recht gewährt, den Zugang zu ihren Landflächen (wie New Year Island) zu beschränken, während die Nutzung der offenen See (insbesondere das Durchfahren und der nicht-kommerzielle Fischfang) in der Region kraft Gewohnheitsrecht jedermann offensteht. Der Abbau von Rohstoffen auf dem Meeresgrund – so die gerichtlichen Feststellungen – war hingegen weder durch den Native Title Act noch das Gewohnheitsrecht abgedeckt, so dass der Staat dies durch separate Gesetze und zwischenstaatliche Vereinbarungen gesondert regeln konnte.
Das Revisionsverfahren ging zurück auf eine Klage, die Mary Yarmirr gemeinsam mit weiteren als Vertreterin von fünf Aborigines-Clans 1994 eingereicht hatte.

## Trivia
In der Kurzgeschichte The Wisdom of the Lighthouse Keepers führt der Autor Peter Hill den Leuchtturm von New Year Island zusammen mit denjenigen von Cape Fourcroy, Cape Don auf der Cobourg Peninsula und Cape Croker als zukünftige Ziele des reisenden, in Darwin verweilenden Ich-Erzählers an.